# Cousinia orthoclada
Cousinia orthoclada là một loài thực vật có hoa trong họ Cúc. Loài này được Hausskn. & Bornm. mô tả khoa học đầu tiên năm 1906.